# Het Geheim van de Paus
Het geheim van de Paus is het tweede deel in de stripreeks De Schorpioen, welke is gecreëerd door Stephen Desberg (tekst) en Enrico Marini (tekeningen). De eerste druk van Het geheim van de paus verscheen in 2001 bij uitgeverij Dargaud. Herdrukken volgden in 2004, 2005, 2007 en 2011.

## Synopsis
Het geheim van de paus vangt aan met de executie van Armando’s moeder op de brandstapel. Het is inquisiteur Crecesti die het vonnis voltrekt. Crecesti claimt dat de dame in kwestie gemeenschap met de duivel heeft gehad, maar zij stelt zelf “erger te hebben bemind” dan de duivel. Na de terechtstelling ziet de lezer dat Crecesti, vergezeld door drie rouwdouwers, baby Armando komt inspecteren. Zodra hij het teken van de Schorpioen ziet, roept hij uit: “Verdrink hem. Verdrink hem in het eerste het beste meer!”. 
Vervolgens zien we hoe drie mannen een kind naar een meertje brengen, om het daarin te verdrinken. Een onbekende bebaarde man grijpt echter in, doodt de drie ongure sujetten, en redt het kind. Voordat hij aan het degen van de onbekende wordt geregen, roept een van de moordenaars: “Wie waagt het zich tegen het bevel van de kerk te verzetten?”. De onbekende stelt dat Armando’s tijd om te sterven nog niet is gekomen. 
Het verhaal springt dan naar het ‘heden’. De Huzaar heeft de Schorpioen van de vergiftigingsdood gered, door aan Mejaï – die hij gevangen heeft genomen – het tegengif te ontlokken. Hoewel de Schorpioen haar laat gaan, zweert Mejaï hem te zullen doden. 
Vervolgens verneemt de lezer de naam van de leider der krijsmonniken, kapitein Rochnan. Deze verscheen in deel 1 (Het teken van de duivel) reeds kort, en anoniem, ten tonele. Rochnan bespreekt met Cosimo Trebaldi het plan de zittende paus te vermoorden. Trebaldi  spreekt daarbij zijn zorg uit over een (blijkbaar zieke) ‘afvallige’. Deze door de kerk uitgestoten ongeneeslijk zieke man moet de moord van de paus voltrekken. 
De naam van Armando’s moeder wordt onthuld: Magdalena Catalan. De Schorpioen ontdekt in het huis van de Trebaldi’s allerlei documenten die handelen over haar proces, alsmede over de zittende paus. Hij ontmoet daar ook Cosimo’s vader, Orazio Trebaldi. Deze weet niet wie Armando is. 
De documenten onthullen het jaar waarin het proces plaatsvond (1737), wie haar heeft gemarteld om de naam van haar minnaar te achterhalen, en wie haar proces heeft geleid, dat Armando’s moeder een man van de kerk heeft liefgehad, maar niet diens naam. Desondanks meent Armando dat Cosimo hem dood wil hebben, omdat hij de zoon van de huidige paus is. 
Mejaï licht Cosimo in over de omstandigheid dat de Schorpioen niet dood is, waarop de kardinaal in woede ontsteekt, haar mishandelt, doch haar een laatste kans geeft, met de dood als vooruitzicht mochten zijn krijgsmonniken haar ooit nog tegenkomen. 
Op een avond heeft de paus zich, zoals te doen gebruikelijk, onder de mensen begeven. De Schorpioen zoekt hem op in een café. In dit café bevindt zich ook de afvallige. Buiten dit etablissement bevinden zich Mejaï en, buiten haar medeweten, kapitein Rochnan. 
De paus bevestigt tegenover Armando Magdalena Catalan te hebben gekend. Van een kind heeft hij echter geen weet. Voor hij meer kan onthullen, vermoordt de afvallige hem. Alvorens de laatste adem uit te blazen, vertelt de paus Armando dat hij bepaalde documenten heeft verwijderd uit de stapel die Armando bij Cosimo Trebaldi in huis had gevonden.
Op de dood van de paus volgt een gevecht tussen de Schorpioen en de krijsmonniken onder leiding van Rochnan. Deze probeert Mejaï te doden, maar de Schorpioen voorkomt dat (tot verbazing van Mejaï). Armando verkondigt het verraad van Trebaldi aan de wereld te zullen onthullen, hetgeen Rochnan nog meer reden geeft hem te willen doden. De Schorpioen weet Rochnan echter in de borst te raken, en ontsnapt.

## Receptie
Ook het tweede album in deze reeks werd positief ontvangen. Stripspeciaalzaak noemde het een "schitterende reeks" en een "bron voor vele vervolgen".